# Stensele distrikt
Stensele distrikt är ett distrikt i Storumans kommun och Västerbottens län. Distriktet ligger omkring Storuman i södra Lappland. 

## Tidigare administrativ tillhörighet
Distriktet inrättades 2016 och utgörs av socknen Stensele i Storumans kommun.
Området motsvarar den omfattning Stensele församling hade 1999/2000.

## Tätorter och småorter
I Stensele distrikt finns två tätorter och sex småorter.

### Tätorter
- Stensele
- Storuman

### Småorter
- Barsele
- Gunnarn
- Långsjöby (västra delen)
- Skarvsjöby
- Slussfors
- Åskilje